# Campanula karadjana
Campanula karadjana är en klockväxtart som beskrevs av Gilbert François Bocquet. Campanula karadjana ingår i släktet blåklockor, och familjen klockväxter. Inga underarter finns listade i Catalogue of Life.